# Ultimate++

Ultimate++ es una aplicación C++ multiplataforma para desarrollo enfocado en la productividad de los programadores.
Incluye una serie de bibliotecas (GUI, SQL, etc.) y un ambiente integrado de desarrollo.
El desarrollo rápido se obtiene gracias al uso agresivo e inteligente de C++, en contraste con otros generadores de código. En este aspecto, el U++ compite con populares lenguajes de script, mientras que preserva características runtime C/C++.
El ambiente de desarrollo integrado al U++, TheIDE, introduce conceptos modulares para la programación C++. Trae tecnología BLITZ para agilizar los rebuilds C++ en hasta cuatro veces, visual designers para bibliotecas U++, sistemas Topic++ para documentación de código y creación de recursos rich text para aplicaciones (como help y documentación de código) y Assist++, un poderoso analizador de código que trae recursos como completar código, navegación y transformación.
TheIDE puede trabajar con compiladores GCC, MinGW y Visual C++ 7.1 u 8.0 (incluyendo el Visual C++ Toolkit 2003 y Visual C++ 2005 Express Edition) y trae un debugger completo.
TheIDE puede también ser utilizado para desarrollar aplicaciones neo-U++.